# Polypedates mutus
Espèce
Synonymes
- Rhacophorus mutus Smith, 1940

Statut de conservation UICN

 LC  : Préoccupation mineure
Polypedates mutus est une espèce d'amphibiens de la famille des Rhacophoridae.

## Répartition
Cette espèce se rencontre :
- dans le nord de la Birmanie ;
- en République populaire de Chine dans les provinces du Guangxi, du Guizhou, de Hainan et du Yunnan ;
- dans le nord du Laos ;
- en Thaïlande ;
- dans le nord du Viêt Nam.

## Publication originale
- Smith, 1940 : The Amphibians and Reptiles obtained by Mr. Ronald Kaulback in Upper Burma. Records of the Indian Museum, vol. 42, p. 465-486 (« texte intégral »(Archive.org • Wikiwix • Archive.is • Google • Que faire ?)).